# سعيد الطحان
سعيد الطحان هو تاجرٌ مصري من مدينة طنطا، عُرفَ لهوسه الشديد بالمطربة أم كلثوم، حيثُ أودى به إلى الإفلاس والمرض. اقترنت به عددٌ من العبارات التي كان يُرددها بالعاميّة المصريَّة أثناء حفلات أم كلثوم وهي «عَظَمة على عَظَمة يا ست» و«تاني والنبي يا ست أنا جايلك من طنطا». لُقِبَ بألقابٍ عدة، منها: مجنون سوما، متيَّم كوكب الشرق، مهووس أم كلثوم، مجنون أم كلثوم. كان يقول بأنه «يشعر أنه يجلس في الصالة بمفرده، وأن أم كلثوم تغني له وحده».

## حياته
كان سعيد الطحان تاجرًا يمتلك عددًا من المزارع والمطاحن والمصانع، وكان قد اعتادَ على حضور حفلات المطربة أم كلثوم منذُ شبابه، حيثُ حضر أول حفلة لأم كلثوم في عام 1935. كان أيضًا يصطحب عائلته لحضور حفلها في أول خميسٍ من كل شهر. لم يكن سعيد يفوت حفلات أم كلثوم، حيثُ كان يحرصُ على الجلوس في الصفوف الأولى ليكون مواجهًا مباشرةً لأم كلثوم، حيثُ كان يُشيد بأدائها بعبارته الشهيرة «عَظَمة على عَظَمة يا ست». كان أيضًا قد اشتهر بعبارته «تاني والنبي يا ست أنا جايلك من طنطا»، والتي كان يذكرها طلبًا لتكرار مقطعٍ مُعين، وكانت أم كلثوم تستجيب لطلبه.
ذُكر أنه من شدة هوسه بأم كلثوم كان قد أوقف سيارته ذات مرة عندما سمع صوتها عبر المذياع، واستمر بتتبع الصوت حتى أضاع شيكًا بقيمة 30 جنيهًا والتي كانت تعادل مبلغًا كبيرًا آنذاك.
كان سعيد يُسافر خلف أم كلثوم أينما ذهبت، حتى قيل بأنه سافر خلفها إلى باريس وبنغازي وغيرها من المدن على مدار 30 سنة من حفلاتها. أدى به هذا اللحاق إلى الإفلاس، مما أعاق حضوره بقية الحفلات، وكانت أم كلثوم قد لاحظت تغيبه وسألت عنه حتى علمت بأخباره وما أصابه من إفلاسٍ ومرض، فقامت بزيارته في البيت، وأعادت إليه أرضًا كان قد باعها ليتمكن من حضور حفلاتها، كما أهدته مذياعًا ليتمكن من الاستماع إليها دون أن يتكبد عناء الحضور، كما قيل بأنها أهدته شرف الحضور إلى حفلاتها مجانًا.
ذُكر أنهُ توفي عام 1973، وذلك عندما أعلنت مصر نصرها في حرب أكتوبر.